# Pro Murena
Sauf précision contraire, les dates de cet article sont sous-entendues « avant l'ère commune » (AEC), c'est-à-dire « avant Jésus-Christ ».
Le Pro Murena est un plaidoyer politico-judiciaire prononcé par Cicéron, alors consul, en novembre 63. Il est considéré, dès l'Antiquité, comme un exemple majeur de l'éloquence cicéronienne.

## Contexte
À la fin de l’automne 63, fin novembre début décembre, le consul Cicéron est occupé à déjouer la conjuration de Catilina. Ce dernier a quitté Rome le 9 novembre, après que le consul a prononcé sa première Catilinaire. Des opérations militaires ont déjà débuté. Le 3 décembre, Cicéron prononcera sa troisième Catilinaire.
Entre ces deux dates, Cicéron trouve le temps d’assurer la défense d’un des consuls désignés pour l’année à venir et accusé de fraude électorale.

## L'affaire et la procédure
Au cours de l’été 63 se sont tenues les élections pour désigner les deux consuls de l’année suivante.
Quatre candidats se sont déclarés : Catilina, pour la seconde fois consécutive, D. Junius Silanus, candidat des Optimates, S. Sulpicius Rufus, un juriste réputé et L. Licinius Murena. 
Murena et Silanus sont élus par les comices.
Sulpicius Rufus refuse d’entériner sa défaite. Il engage une procédure, contre le seul Murena, selon la lex Calpurnia de ambitu qui visait à réprimer la corruption électorale (ambitus).  Cette loi venait d’être renforcée par Cicéron lui-même (lex Tullia de ambitu).
Cette procédure faisait peser un lourd danger sur les accusés : en cas de condamnation, non seulement ils étaient destitués mais ils étaient également chassés du Sénat et devenaient inéligibles à toute fonction.
La lex Calpurnia s’était appliquée tout récemment : les deux consuls désignés pour 65, Autronius et Sulla, en avaient subi les conséquences, en novembre 66.

## Les protagonistes
Le procès concernant un consul désigné, l’on ne s’étonnera pas de voir les ténors du barreau de l’époque appelés à la barre, que ce soit pour l’accusation ou pour la défense.

### L'accusé
Lucius Licinius Murena provient d’une famille de noblesse plébéienne, originaire de Lanuvium. Il est le premier de sa gens à atteindre le consulat, néanmoins les trois générations précédentes avaient atteint la préture.
S’il ne semble pas avoir marqué les esprits lors de ses magistratures civiles (questeur, édile, préteur urbain en 65, propréteur de la Gaule Narbonnaise en 64), il s’est par contre illustré dans ses charges militaires en Asie contre Mithridate, dès sa jeunesse en 83 sous les ordres de son père, puis comme légat dans les armées de Lucullus.
Ce dernier obtient d’ailleurs son triomphe en cette année 63 et le cortège se déroule à proximité des élections pour le consulat. Murena y participa certainement mais surtout il dut en profiter de par la présence de 1600 soldats qui votèrent probablement pour cet officier supérieur qui était des leurs.
Murena est considéré comme proche du parti des Optimates.
Après son consulat, Murena disparaît de nos sources. 

### L'accusation
Candidat malheureux à l’élection, Sulpicius Rufus assume personnellement l’accusation. C’est un juriste reconnu et un théoricien du droit qui marqua l’histoire de sa discipline.
Il se fait aider par Caton, austère stoïcien qui se veut conscience morale de Rome et qui jouera un rôle majeur dans la répression de la conjuration de Catilina. C’est l’arrière-petit-fils de Caton le Censeur.
À défaut d’avoir conservé leurs discours, on peut néanmoins se faire une idée de leur argumentaire par la réponse de Cicéron.
Avant d’en venir aux faits de corruption proprement dits, ils attaquent la personne même de l’accusé, selon le schéma classique de la vituperatio (invective) : sur sa vie privée puis sur la modestie de sa gens, inférieure à la dignitas (prestige) de la famille de Sulpicius.

### La défense
Trois avocats épaulent Murena :
- Crassus, le futur triumvir avec César et Pompée, est une des personnalités les plus influentes de l’époque et un plaideur de premier ordre. Il représente la voix des populares.
- Quintus Hortensius, autre avocat de grand renom, est un proche de Cicéron. Ils menèrent plusieurs affaires de concert : quelques mois plus tard, ils feront acquitter P. Sulla, accusé d’avoir pris part à la conjuration de Catilina ; en 52, on les retrouve associés dans la défense de Milon, l’assassin de Clodius. Il représente ici la voix du Sénat.
- Consul en charge, Cicéron prend la défense du consul désigné (élu) qui doit lui succéder au 1er janvier et contre une accusation qui se base sur une loi qu’il vient lui-même de faire adopter. Il devra s’en justifier.

Comme souvent dans les affaires plaidées par Cicéron et que nous connaissons, il se réserve la dernière plaidoirie, conclusive et donc propice à des effets rhétoriques où il excelle. Il laisse à ses associés le soin de réfuter minutieusement les incriminations de l’accusation. Nous ne possédons pas ces plaidoiries.

## L'argumentation
Cicéron doit d’abord se justifier sur deux griefs qui lui sont imputés par l’accusation :
- il est consul en charge, il vient de faire passer une loi aggravant la répression de la brigue électorale et voilà qu’il défend un consul désigné, accusé précisément sur base de cette loi (§ 3-5);
- pendant la campagne électorale, il a soutenu  ouvertement Sulpicius Rufus, le plaignant, et voilà qu’il se range derrière la défense de son adversaire (§ 5-10).

Il peut ensuite passer à la réfutation des accusations envers Murena.
Il commence par écarter les attaques personnelles, thèmes traditionnels de la vituperatio (invective), modalité incontournable de l’argumentation romaine, qu’elle soit politique ou judiciaire :
- la moralité douteuse de Murena : au contraire il s’est illustré dans ses charges militaires et ce n’est pas parce qu’il a longtemps servi en Asie qu’il a cédé aux vices propres à ces régions  (§ 11-14);
- le prestige moindre de sa famille : certes, il n’y a pas de consul dans ses ancêtres, mais il y a des préteurs ; son père d’ailleurs y a accédé mais, de plus, il a pu célébrer un triomphe à la suite de ses campagnes victorieuses contre Mithridate – c’est donc tout naturellement que l’honneur du consulat, qui eût dû couronner sa carrière, revient à son fils  (§ 15-42).

Cicéron passe ensuite à la réfutation de la prétendue corruption électorale. En préalable, il met en évidence la faiblesse de la campagne électorale de l’accusateur, qui permet d’expliquer à elle seule sa défaite (§ 43-53). Finalement, Murena n’a fait que se comporter comme on fait en campagne depuis toujours (§ 74-76).
Pour clore sa plaidoirie, Cicéron en vient à des considérations politiques : l’ennemi est dans la ville, les combats ont commencé en Italie; ce serait ajouter un autre danger mortel pour Rome que d’amener une crise institutionnelle en commençant l’année à venir sans consul. Caton y-a-t-il songé quand il parle d’intérêt public à destituer Murena ?

## La transmission du texte
Les manuscrits qui nous transmettent le Pro Murena ne sont pas antérieurs au XVe siècle. Ils remontent tous à un manuscrit du IXe siècle, aujourd’hui disparu, que Le Pogge, un humaniste, avait découvert en 1415, déjà fort endommagé et de lecture difficile. Des copies en avaient été réalisées.
Le Pro Murena étant un discours très célèbre durant l’Antiquité, la tradition indirecte (citations) se révèle fort utile pour l’établissement du texte : Quintilien et Aulu-Gelle le citent fréquemment, les grammairiens antiques  également.

## Commentaires

### Publication - Plutarque
Une remarque de Plutarque dans sa vie de Cicéron a suscité l’étonnement de commentateurs modernes :
« Lorsqu’il avait défendu Licinius Murena, poursuivi par Caton, Cicéron, mettant son point d’honneur à surpasser Hortensius qui avait eu du succès, ne s’était accordé aucun repos de toute la nuit, si bien qu’exténué par l’excès de méditation et de veille, il avait paru inférieur à lui-même. » [Trad. Flacelière].
Aussi Boulanger [1940] a-t-il proposé  « que l'orateur a pris une tardive revanche en refaisant son plaidoyer à loisir pour ses contemporains et la postérité.(p.382) ». Son article s’efforce de détecter les traces de ce remaniement.
On peut toutefois comprendre autrement la phrase de Plutarque : ne dit-il pas plutôt que c’est dans l’aspect performatif de sa plaidoirie que Cicéron fut inférieur à son habitude, pas dans la qualité du discours ? Au contraire, il l’avait peaufiné toute la nuit et cela expliquait son épuisement physique.  
Plutarque ne le dit pas, mais nous pouvons également rapprocher cet épuisement des circonstances mêmes de la conjuration de Catilina qui est à son paroxysme au moment où se tient le procès : Cicéron vient de prononcer une Catilinaire et va prononcer la suivante quelques jours plus tard. Les opérations militaires viennent de débuter en Étrurie.